# Lazac
Lazac (cyr. Лазац) – wieś w Serbii, w okręgu raskim, w mieście Kraljevo. W 2011 roku liczyła 695 mieszkańców.